# Nandura
Nandura é uma cidade  no distrito de Buldana, no estado indiano de Maharashtra.

## Geografia
Nandura está localizada a 20° 50′ N, 76° 27′ L. Tem uma altitude média de 262 metros (859 pés).

## Demografia
Segundo o censo de 2001, Nandura tinha uma população de 37,470 habitantes. Os indivíduos do sexo masculino constituem 51% da população e os do sexo feminino 49%. Nandura tem uma taxa de literacia de 69%, superior à média nacional de 59.5%: a literacia no sexo masculino é de 76% e no sexo feminino é de 62%. Em Nandura, 14% da população está abaixo dos 6 anos de idade.